# Rio Braço Norte
O rio Braço Norte é um curso de água que nasce na serra do Cachimbo,no Pará, mas corre em direção ao estado  de Mato Grosso,onde tem seu grande potencial explorado tanto hidrelétrico como turístico, sendo os municípios de Guarantã do Norte e Novo Mundo os mais beneficiados. Sua foz é no rio Peixoto.

## Potencial hidrelétrico
O rio tem durante seu curso, grande capacidade geração de energia,existindo nele quatro PCH em operação:

- Usina - Braço Norte

Potência (kW) - 5.180 kW 

- Usina - Braço do Norte II

Potência (kW) - 10.752 kW 

- Usina - Braço Norte III

Potência (kW) - 14.160 kW 

- Usina - Braço Norte IV

Potência (kW) -  14.000 KW

## Potencial turístíco
No rio,existem ainda várias quedas d'água,além de lugares onde se forman piscinas naturais,assim como a ocorrência de praias,além é claro da realização do Festival de Pesca de Guarantã,que atrai não só pescadores,como um grande número de turistas.